# PFC Svetkavitsa Targovishte
El PFC Svetkavitsa Targovishte (búlgaro: ПФК Светкавица Търговище) es un club de fútbol búlgaro de Tărgovište y fundado el 6 de julio de 1922. El equipo disputa sus partidos como local en el Estadio Dimitar Burkov y juega en la B PFG, tras jugar por primera vez en su historia en la Liga Profesional de Bulgaria.

## Historia
Fue fundado el 6 de julio de 1922 tras la fusión de los equipo Levski Targovishte y Botev Targovishte, 2 equipos de la ciudad de Targovishte y que jugaban en el mismo escenario, que sigue siendo el del Svetkavitsa desde 1971, y desde entonces solo ha jugado en la Liga Profesional de Bulgaria en 1 ocasión. Su mayor logro ha sido el subcampeonato en la B PNG en 1974.

## Jugadores

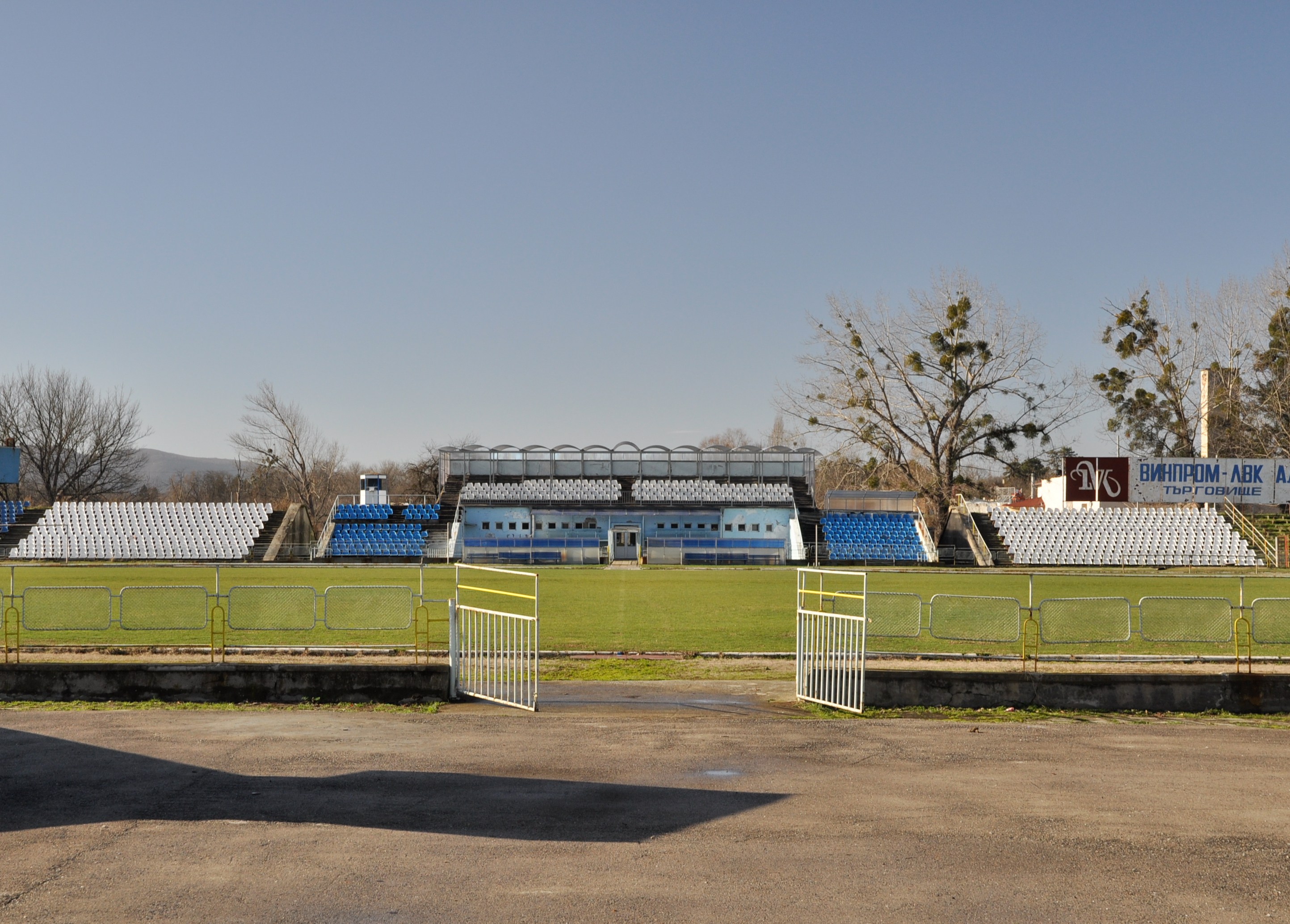
Estadio Dimitar Burkov.

## Palmarés
- B PFG: 0
  - Subcampeón: 1

1973-74